# ألم وربح
ألم وربح (بالإنجليزية: Pain & Gain)‏ هو فيلم جريمة وكوميديا أمريكي صدر في 2013 من إخراج مايكل بي وبطولة مارك والبيرغ ودوين جونسون وانتوني ماكي وتوني شلهوب. الفيلم مستوحى قليلاً عن سلسلة مقالات نشرت في صحيفة ميامي نيو تايمز في 1999 كتبها بيت كولينز وجمعها الأخير في 2013 في كتاب ألم وربح: هذه قصة حقيقية (Pain & Gain: This is a True Story)، حيث تروي وقائع اختطاف وتعذيب وابتزاز وقتل عدة أشخاص على يد مجموعة إجرامية من رياضي كمال الاجسام.
صدر الفيلم 27 أبريل، 2013 وتلقى مراجعات متباينة، حيث مدح الإخراج والتمثيل والسيناريو لكن انتقد العنف والنظرة الكوميدية والاختلاف مع الأحداث الحقيقية. وصلت إيرادته إلى 85 مليون دولار حول العالم.

## طاقم التمثيل
- مارك والبيرغ
- دوين جونسون
- انتوني ماكي
- توني شلهوب

## القصة
رصد الفيلم قصة واقعية حدثت عام 1990 بميامي، يحكي الفيلم قصة حياة مجموعة من لاعبي كمال الأجسام، من ضمنهم دانيال لوجو (مارك والبيرغ)، دانيال هو لاعب كمال أجسام في ميامي بالولايات المتحدة يسعى لتحقيق نفسه وحلمه الأمريكي. ولكن تتعقد حياته وتسلك منحنى مظلم عندما يرغب في الحصول على مال غيره، ليضع نفسه في دائرة الخطف والابتزاز والإجرام. يجد دانيال نفسه في نفق مظلم لا يعلم أين ومتى سينتهي؟

## الميزانية والإيرادات
بلغت تكلفة إنتاج الفيلم حوالي 26 مليون دولار بينما حقق أرباحاً تقدر بـ 86,175,291 دولار.

## روابط خارجية
- الموقع الرسمي
- ألم وربح على موقع IMDb (الإنجليزية)
- ألم وربح على موقع ميتاكريتيك (الإنجليزية)
- ألم وربح على موقع روتن توميتوز (الإنجليزية)
- ألم وربح على موقع نتفليكس (الإنجليزية)
- ألم وربح على موقع قاعدة بيانات الأفلام العربية
- ألم وربح على موقع ألو سيني (الفرنسية)
- ألم وربح على موقع Turner Classic Movies (الإنجليزية)
- ألم وربح على موقع أول موفي (الإنجليزية)
- ألم وربح على موقع بوكس أوفيس موجو (الإنجليزية)
- ألم وربح على موقع فيلمافينيتي (الإسبانية)